# Dwerggroefbij
De dwerggroefbij (Lasioglossum pygmaeum) is een vliesvleugelig insect uit de familie Halictidae. De wetenschappelijke naam van de soort is voor het eerst geldig gepubliceerd in 1853 door Schenck.